# Koldus puskával
A Koldus puskával (eredeti cím: Hobo with a Shotgun) 2011-ben bemutatott kanadai–amerikai sötét humorú exploitation akcióvígjáték Jason Eisener rendezésében. Azon a szintén Eisener által rendezett fiktív filmelőzetesen alapul, mely Robert Rodríguez és Quentin Tarantino Grindhouse című 2007-es filmjében volt látható. A főszerepekben Rutger Hauer látható.
Világpremierje 2011. január 21-én volt a Sundance Filmfesztiválon. 2011. március 25-én került a kanadai, május 6-án pedig az amerikai mozikba. Összességében vegyes kritikai fogadtatást kapott.

## Cselekmény
Egy névtelen hobó tehervonaton utazva egy Hope Town nevű, bűnnel fertőzött városba érkezik. A megfélemlített lakosokkal együtt azonnal szemtanúja lesz egy gyilkosságnak. A várost uraló kiskirály, Drake szadista fiai, Ivan és Slick segítségével brutálisan kivégzi saját, árulónak tartott öccsét, egy autóhoz, illetve a nyakához rögzített szögesdróttal lefejezve.
Később meglátja, ahogy néhány punk egy épületbe vonszol egy hontalan férfit és utánuk megy Drake éjszakai klubjába. Az épületben Drake fiai és azok csatlósai kínoznak és ölnek meg védtelen hajléktalanokat. Amikor egy Abby nevű prostituált megpróbálja megvédeni a Slicknek pénzzel tartozó fiatal fiút, Otist, magára haragítja a bűnözőt. Slick később meg akarja ölni Abbyt, de a hobó közbeavatkozik, kiüti a gengsztert és a helyi rendőrségre viszi. Itt azonban a korrupt rendőrfőnök segítségével a fivérek késsel a mellkasára vésik a "scum" ("söpredék") szót, és egy szemétgyűjtő konténerbe hajítva sorsára hagyják. Az utcán támolygó, sérült férfit Abby fogadja be otthonába és ápolja.
Másnap a hobó egy hajléktalanokról megalázó videókat készítő "filmes" beteges kívánságait teljesítve szerez pénzt álmai fűnyírójára. A zálogházban azonban három rabló ejt túszul egy nőt és annak kisbabáját, a hobó megragad egy sörétes puskát és kivégzi őket. Felismerve, hogy a városnak szüksége van egy igazságosztóra, megvásárolja a fegyvert és önbíráskodásba kezd, többek között stricikkel, gyerekmolesztálókkal és drogdílerekkel végezve. A dühödt Drake szabad kezet ad fiainak. Azok lángszóróval felgyújtanak egy iskolabusznyi gyereket, majd betörnek egy tévéstúdióba, élő adásban végezve a hobóval szimpatizáló műsorvezetővel. Bejelentik, hogy a hobóval együtt minden hajléktalant meg kell ölni a városban, ezért a helyiek vadászni kezdenek az utcán élő emberekre. 
A hazafelé tartó Abbyt egy korrupt rendőr meg akarja erőszakolni. A felbukkanó hobó megöli a támadót, ezután a lánynak csellel sikerül kimenekítenie a lincselésre készülő tömeg karmai közül. Otis észreveszi őket és értesíti a bűnöző fivéreket. Ivan és Slick betörnek Abby otthonába, súlyosan megsebesítve a lányt, de a hobó elűzi őket és szétlövi Slick ágyékát. Ő még haldokolva fel tudja hívni apját, de hamarosan egy lángoló iskolabusz a pokolba viszi. A kedvenc fiát gyászoló Drake felhívja a The Plague névre hallgató, páncélos démonokból álló duót. A hobó kórházba viszi Abbyt, ahol a két démon, Rip és Grinder ámokfutásba kezd a hobónak és Abbynak segítő személyzet ellen. Az Abby otthonába érkező hobót elrabolják és Drake elé viszik, aki nyilvános kivégzésre készül.
A felépülő Abby a zálogházban felfegyverkezik és meggyőzi a hajléktalanokat gyilkoló tömeget, nem a hontalan emberek a valódi ellenségeik. Eljutva Drake élő "műsorának" helyszínére, Abby túszul ejti Ivant. A férfi apját ez azonban nem hatja meg, és rezzenéstelen arccal lelövi saját fiát. Abby ezt követően végez Grinderrel, de Drake súlyosan megsebzi a nőt, megcsonkítva annak egyik karját. Abby a kiálló karcsontjával többször megszúrja a bűnvezért, ezután Rip társul akarja fogadni a halott Grinder helyett, de Abby ezt elutasítja, így a démon távozik. 
Az Abby bátorságától megihletett tömeg megjelenik és a kiérkező korrupt rendőrökre szegezi fegyvereit. A hobó agyonlövi Drake-t, így ő is azonnal a rendőri sortűz áldozatául esik. A tömeg megbosszulja halálát és tüzet nyit a hatóságokra, mialatt a hobó haldoklik és Abby sikolyai hallatszanak.

## Szereplők
- Rutger Hauer – a névtelen hobó
- Molly Dunsworth – Abby, prostiuált
- Brian Downey – Drake, pszichopata bűnvezér
- Gregory Smith – Slick, Drake kedvenc fia
- Nick Bateman – Ivan, Drake másik fia
- Nick Bateman és Peter Simas – Rip és Grinder, The Plague néven ismert páncélos démonok
- Robb Wells – Logan, Drake öccse
- Jeremy Akerman – korrupt rendőrfőnök
- David Brunt – korrupt rendőrtiszt
- Pasha Ebrahimi – utcai filmes
- George Stroumboulopoulos – hírolvasó

## Fordítás
- Ez a szócikk részben vagy egészben  a   Hobo with a Shotgun című angol Wikipédia-szócikk ezen változatának fordításán alapul.  Az eredeti cikk szerkesztőit annak laptörténete sorolja fel. Ez a jelzés csupán a megfogalmazás eredetét és a szerzői jogokat jelzi, nem szolgál a cikkben szereplő információk forrásmegjelöléseként.